# Рыжова, Чарна Михайловна
Чарна Михайловна Рыжова (латыш. Čarna Rižova; 20 мая 1957 — 21 марта 2016) — латвийская журналистка.
Наиболее известна своей работой в отделе культуры газеты «Diena» в 1990-е гг., в том числе серией интервью с деятелями культуры в субботних выпусках.
Затем работала в глянцевой русскоязычной журналистике Латвии, в том числе исполнительным редактором журнала «Люблю!», главным редактором журнала «Eva&Adam», шеф-редактором журнала «360 градусов». В 2005—2007 гг. возглавляла иллюстрированный еженедельный журнал «Жизнь замечательных людей», наиболее тиражный в Латвии в своей категории.
На протяжении многих лет была дружна с актёром Сергеем Маковецким. Рыжовой выполнена литературная запись воспоминаний Маковецкого для его автобиографической книги «Своими словами» (2001), в успехе книги, по мнению самого актёра, её несомненная заслуга.